# Trâu quỷ rắn thần

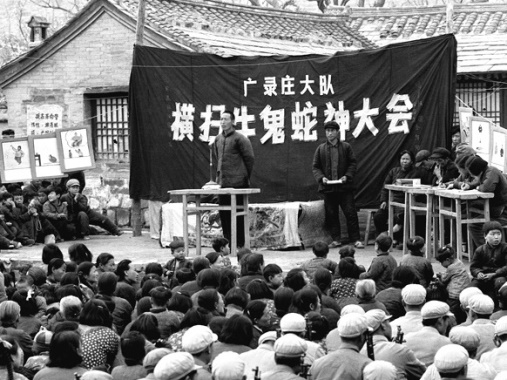
Đại hội quét sạch trâu quỷ rắn thần tại Đại đội Quảng Lục Trang.

"Trâu quỷ rắn thần" (tiếng Trung: 牛鬼蛇神; phiên âm Hán Việt: Ngưu quỷ xà thần) là thuật ngữ tiếng Trung được sử dụng khá nhiều trong thời kỳ Cách mạng Văn hóa (1966–1976) để ám chỉ kẻ thù bị coi là ma quỷ. Thi sĩ thời Đường Đỗ Mục (803–852) đã đặt ra thuật ngữ này trong lời tựa một tập thơ của Lý Hạ (791–817) nhằm ca ngợi các yếu tố kỳ ảo trong thơ của họ Lý. Thực ra, thuật ngữ này vốn dĩ lúc đầu đều mang ý nghĩa tích cực về sau mới trở thành những thành ngữ cố định để miêu tả những thứ tà ác, xấu xa, hủ lậu và lạc hậu.
Vào đầu thập niên 1960, Chủ tịch Mao Trạch Đông, một người rất ngưỡng mộ Lý Hạ, thường xuyên sử dụng thuật ngữ này trong các bài phát biểu để chỉ các phần tử phản động và "kẻ thù giai cấp". Năm 1966, sau khi Tổ trưởng Tổ Cách mạng Văn hóa Trung ương Trần Bá Đạt tiếp quản tờ Nhân Dân nhật báo, rồi ít lâu sau đã cho đăng một bài xã luận có tựa đề Quét sạch tất cả trâu quỷ rắn thần (横扫一切牛鬼蛇神; Hoành tảo nhất thiết ngưu quỷ xà thần) vào ngày 1 tháng 6 năm 1966 kêu gọi mở một cuộc đấu tranh toàn quốc chống lại những phần tử này. "Trâu quỷ rắn thần" đã trở thành một trong những thuật ngữ phổ biến nhất trong Cách mạng Văn hóa, một thuật ngữ dùng để tố cáo và hạ thấp nhân tính của bất kỳ "kẻ thù" nào, dù có thật hay qua cảm nhận. Định nghĩa chính xác của thuật ngữ này (giống như hầu hết mọi thứ trong Cách mạng Văn hóa) không rõ ràng và có thể được giải thích tùy tiện. Kẻ thù chính theo sự phân loại trong Cách mạng Văn hóa bao gồm: Hán gian, xú lão cửu (trí thức), phái chạy theo con đường chủ nghĩa tư bản, hắc ngũ loại (địa chủ, cánh hữu, phú nông, phản cách mạng và "phần tử xấu").
Một khi ai đó bị coi là "trâu quỷ" thì sẽ bị giam cầm trong chuồng trâu, nhà kho hoặc phòng tối. Các nhà tù bất hợp pháp trong Cách mạng Văn hóa được gọi bằng cái tên "chuồng trâu" (牛棚; Ngưu bằng), và những người bị đày về nông thôn đôi khi được gọi là "xuống chuồng trâu" (下牛棚; Hạ ngưu bằng).